# Seznam hrvaških nogometnih reprezentantov
Seznam hrvaških nogometnih reprezentantov.

## J
- Robert Jarni

## K
- Niko Kovač
- Robert Kovač